# Artilleros
Artilleros es una localidad balnearia uruguaya del departamento de Colonia.

## Ubicación
El balneario se encuentra situado en la zona sur del departamento de Colonia, sobre las costas del Río de la Plata, al este y junto a la desembocadura del arroyo Artilleros en el Río de la Plata. Posee acceso por camino secundario en el km 151.500 de la ruta 1, de la cual dista 3.5 km. Limita al oeste con el balneario Santa Ana.

## Historia
El lugar toma su nombre de un puesto de Artillería (Guardia) establecido en la zona por Fernando VII Rey de España en la época Colonial.
Actualmente cuenta con un Museo marítimo donde se exhiben escafandras, cañones y bombardas, así como una importante colección de líticos, representando así a dos civilizaciones que convergieron en un mismo sitio.
Todo ello nos remonta a un pasado más turbulento, el cual hoy atestiguan restos de naufragios y armamentos de época, así como utensilios, objetos de navegación y otros objetos afines.

El balneario surgió con el fraccionamiento realizado por Lorenzo Copes en 1930. Los terrenos fueron adquiridos por inversores de la zona centro del departamento de Colonia: Tarariras, Ombúes de Lavalle, Cardona, Colonia Miguelete, entre otras.

## Población
Según el censo del año 2011 el balneario contaba con una población permanente de 73 habitantes, número que se ve incrementado en los meses de verano debido al turismo.
| 31            | 42 | 37 | 63 | 36 | 73 |
| (Fuente: INE) |    |    |    |    |    |